# Jan Nikołajew
Jan Nikołajew (ur. 22 listopada 1930 we Włodzimierzu Wołyńskim, zm. 26 czerwca 2004 w Gdańsku) – polski działacz partyjny i państwowy, ekonomista, przewodniczący Prezydium Miejskiej Rady Narodowej w Gdańsku (1969–1973).

## Życiorys
Syn ślusarza Juliana (zm. 1941) i Katarzyny z domu Garbacz (zm. 1983), miał siostrę Janinę. Po wojnie wraz z rodziną osiadł w Hrubieszowie, gdzie w 1946 ukończył szkołę powszechną. Następnie zamieszkał w Trójmieście, gdzie ukończył szkołę przemysłową przy Gimnazjum Przetwórstwa Rybnego oraz Technikum Przetwórstwa Rybnego w Sopocie (1952). Od 1965 do 1967 uczył się w Szkole Partyjnej przy KC PZPR, a w latach 1967–1970 studiował na Wydziale Przemysłu Wyższej Szkoły Ekonomicznej w Sopocie (praca magisterska Analiza perspektyw rozwojowych zaplecza remontowego floty rybackiej). Jako nastolatek podjął pracę w Przedsiębiorstwie Przemysłowo-Handlowym Centrala Rybna w Gdyni.
Od 1950 członek Związku Młodzieży Polskiej, zajmował stanowiska kierownicze w jego strukturach w Sopocie i Gdyni, a pomiędzy 1953 a 1955 przewodniczącym zarządu miejskiego i wiceprzewodniczącym zarządu wojewódzkiego w Gdańsku. W 1955 został kierownikiem Wydziału Organizacyjnego Komitetu Wojewódzkiego Polskiej Zjednoczonej Partii Robotniczej w Gdańsku, a w 1958 I sekretarzem Komitetu Powiatowego PZPR w Lęborku. W 1962 powrócił do kierowania Wydziałem Organizacyjnym gdańskiego KW. Został członkiem Komitetu Wojewódzkiego PZPR.
W 1969 wybrany do Miejskiej Rady Narodowej w Gdańsku, a od 10 czerwca do 13 grudnia 1973 kierował jej prezydium. W tym okresie m.in. ustanowiono nagrodę kulturalną prezydenta „Splendor Gedanensis” i reaktywowano w 1972 Jarmark Dominikański. W latach 1973–1976 radny Wojewódzkiej Rady Narodowej w Gdańsku. Od 1973 do 1981 kierował Wojewódzkim Zjednoczeniem Budownictwa Komunalnego w Gdańsku, a od 1984 do przejścia na emeryturę w 1998 gdańskim oddziałem Zakładu Ubezpieczeń Społecznych.

## Życie prywatne
W 1951 poślubił w Mysłowicach Blankę Barbarę Downarowicz, miał z nią syna Zbigniewa (ur. 1951). Został pochowany na Cmentarzu Srebrzysko w Gdańsku.

## Odznaczenia i wyróżnienia
Odznaczony m.in. Złotym Krzyżem Zasługi (1959), Krzyżem Kawalerskim (1964), Krzyż Oficerskim (1976) i Komandorskim (1985) Orderu Odrodzenia Polski, Medalem Komisji Edukacji Narodowej (1979) i Medalem 40-lecia Polski Ludowej (1984). Otrzymał także inne wyróżnienia, m.in. odznakę „Za zasługi dla Gdańska” (1964), a także odznaczeń Polskiego Związku Emerytów, Rencistów i Inwalidów oraz Centralnego Związku Spółdzielni Budownictwa Mieszkaniowego. Wyróżniany za działalność na polu społecznym, m.in. na rzecz niepełnosprawnych, kombatantów i osób ubogich.